# Баден-Вюртемберг
Ба́ден-Вю́ртемберг (нім. Land Baden-Württemberg) — земля Федеративної Республіки Німеччина. Розташована в південно-західній частині країни. Столиця — місто Штутгарт. Сусідами землі є Райнланд-Пфальц, Гессен, Баварія, а також Швейцарія й Франція. Утворена 25 квітня 1952 року. Площа — 35.751,46 км². Населення — 11 103 043 осіб (31 грудня 2020). На теренах землі розмовляють німецькою. Форма правління — парламентська республіка, самоврядний штат федерації.  Зелені й ХДС очолюють земельний уряд. Голова уряду —  Вінфрид Кречман (Зелені). За результами виборів до ландтагу, що відбулися 14 березня 2021 року, в ньому представлені такі партії: ХДС (43 депутатів), Зелені (47), СДПН (19), ВДП (12), АдН (18) та позафракційні (4). Має 6 депутатів у Бундесраті, верхній палаті парламенту Німеччини. Валовий внутрішній продукт землі складає 493,27 млрд € (2017) . Борг землі становить 45,0 млрд € (31 грудня 2019). Рівень безробіття — 3,1 % (листопад 2019). Міжнародний код — DE-BW.

## Назва
- Баден-Вюртемберг (нім. Baden-Württemberg) — найпоширеніша назва землі.
- Земля Баден-Вюртемберг (нім. Land Baden-Württemberg) — офіційна назва землі.
- Бад-Вюртемберг (фр. Bade-Wurtemberg)

## Географія
Річка Райн формує західний кордон, а також і велику частку південного кордону федеральної землі. Шварцвальд (Чорний Ліс), головний гірський масив держави, підвищується на схід рейнської долини. Високе плато Швабський Альб між річкою Неккар, Чорним Лісом і Дунаєм — важливий Європейський вододіл. Баден-Вюртемберг розділяє як Боденське озеро, так і передгір'я Альп із Швейцарією.
Дунай бере свій початок в Баден-Вюртемберзі біля міста Донауешинген, в місці під назвою Фуртванген-ім-Шварцвальд у Чорному Лісі.
Столиця Штуттгарт; міста: Мангайм, Карлсруе, Гайльбронн, Гайдельберг, Фрайбург, Пфорцгайм, Ульм, Бад-Кроцінген.

## Історія
Федеральна земля утворена 1952 (у результаті плебісциту) злиттям земель Баден, Баден-Вюртемберг і Гогенцоллерн-Вюртемберг. Баден-Вюртемберг поділений на 35 регіонів (Landkreise) і 9 незалежних міст (Stadtkreise).

### Королі
- 1805—1816 — Фрідріх I
- 1816—1864 — Вільгельм I
- 1864—1891 — Карл
- 1891—1918 — Вільгельм II

## Ландтаг

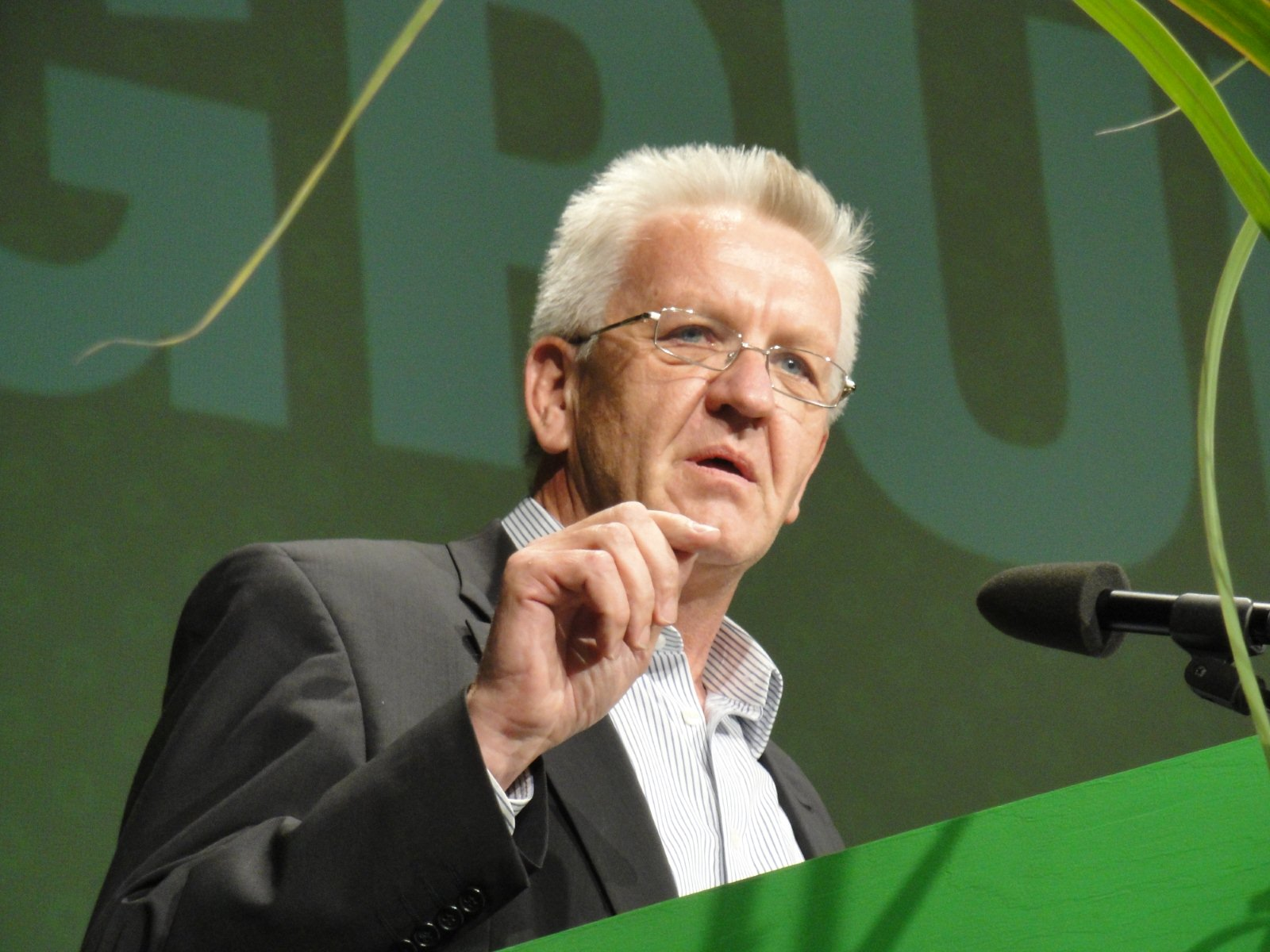
Вінфрід Кречманн, голова земельного уряду з 2011 року.

Розподіл місць у Баден-Вюртемберзькому ландтазі за результатами виборів 14 березня 2021 року. Уряд очолює коаліція Зелених і ХДС.

Розподіл 154 місць: 

## Господарство
Розвинуте виробництво: вина, ювелірних виробів, годинників, музичних інструментів, текстилю, хімічних речовин, заліза, сталі, електричного устаткування, хірургічних інструментів.

## Культура

1945

Баден-Вюртемберг є домівкою для двох ділянок Всесвітньої спадщини ЮНЕСКО: монастирського острова Райхенау на Боденському озері та Цистерціанського абатства монастиря Маульбронн. 
У Badische Landesbibliothek у Карлсруе зберігається «Пісня про Нібелунгів». 
У тунелях Барбара є покинутий тунель неподалік Оберіду біля Фрайбурга. Об'єкт Барбара підлягає особливому захисту, згідно з нормами Гаазької конвенції про захист культурних цінностей у разі збройного конфлікту. Він використовується з 1975 року як головне місце зберігання архівних документів, зокрема фотографій, Федеративної Республіки Німеччина великого національного або культурного значення. У Європі це найбільший архів для довгострокового архівування. Із 1978 року об'єкт увійшов до Міжнародного реєстру об'єктів, що перебувають під особливою охороною ЮНЕСКО в Парижі.
На півдні і вздовж Рейну святкують Швабо-Алеманський карнавал.

## Українці в Баден-Вюртемберг
Як свідчать архівні документи дієцезії Ротенбург-Штутгарт (Rottenburg-Stuttgart), перші згадки про українських греко-католиків на теренах землі датуються 1938 роком. Початком регулярного парафіяльного життя вважають повоєнний період. У двох таборах для переміщених осіб Ludwigsburg та Stuttgart-Zuffenhausen у 1944 – 1950 роках існували українські душпастирства.
На схилі поля поміж містечками Гросзаксенгайм та Унтерріксінген (Großsachsenheim та Unterriexingen): 71706 Sachsenheim, Oberriexinger Str. (48.943867, 9.049386) розташовані поховання 667 іноземних примусових працівників, з яких 410 – українці. У 1942-1943 роках у місті Бітіггайм (Bietigheim) був розташований табір тимчасового перебування примусових працівників зі Східної Європи. Для них, поблизу містечка Заксенгайм (Sachsenheim), був облаштований окремий лікарняний табір, у якому хоч і лікували, однак можливості повноцінного лікування були обмеженими. Померлих ховали на окремому цвинтарі поблизу лікарняного табору.
Після Другої Світової Війни, у Штутгарті існував також український табір біженців у Функен-Касерне. При таборі заснувалася православна громада УАПЦ імені святого рівноапостольного князя українського Володимира. Центр УАПЦ землі Баден-Вюртемберг знаходився неподалік від Штутгарту, у місті Есслінген. Там перебував також тодішній єпископ УГКЦ Платон. Українські церкви існували також в Людвігсбургу та Шорндорфі.
У Штутгарті проживав учасник  бою під Крутами в складі 1-ої Української військової школи ім. Б. Хмельницького, політв'язень радянських тюрем, протопресвітер, багаторічний настоятель церкви Святого Духа в Штутгарті Бурко Демид Григорович.
В 2014 році футбольний клуб «Штутгарт» підписав контракт з 21-річним українським нападником Борисом Тащи.
В 2015 р. за ініціативою українських активістів заснована Спілка українців у Штутгарті.
Із січня 2016 року на правах оренди за «Штутгарт» виступав екс-нападник «Динамо» Артем Кравець.
15 вересня 2022 року за підтримки організації «Flüchtlinge und wir» місцева влада міста Герренберг відкрила безкоштовні курси для українок з дітьми, котрі перебувають в місті через російську агресію проти України.
10 жовтня 2024 року з благословення Високопреосвященнійшого Архієпископа Західноєвропейського Владики Даниїла (Зелінського) в Штутгарті утворена православна парафія святої Трійці. 